# Crotaphatrema tchabalmbaboensis
Crotaphatrema tchabalmbaboensis é uma espécie de gimnofiono da família Scolecomorphidae.
É endémica dos Camarões.
Os seus habitats naturais são: regiões subtropicais ou tropicais húmidas de alta altitude e campos de altitude subtropicais ou tropicais.